# Puchar Wielkich Mistrzyń 2013
Puchar Wielkich Mistrzyń 2013 – siatkarski turniej rozegrany w  2013 roku  w Japonii. 
Zwycięstwa sprzed czterech lat bronią Włoszki.

## System rozgrywek
W Pucharze Wielkich Mistrzyń 2013 wezmą udział mistrzowie poszczególnych konfederacji (poza CAVB), gospodarz (Japonia) oraz drużyna, która otrzyma dziką kartę. Wszystkie reprezentacje rozegrają ze sobą po jednym spotkaniu. Zespół, który po rozegraniu wszystkich meczów będzie miał najwięcej punktów, zdobywa puchar.
O kolejności w tabeli decydowały kolejno:
- liczba punktów,
- stosunek małych punktów,
- stosunek setów[1].

## Drużyny uczestniczące
| Reprezentacja     | Miejsce w poprzednim pucharze | Miejsce w rankingu FIVB | Sposób kwalifikacji                                |
| ----------------- | ----------------------------- | ----------------------- | -------------------------------------------------- |
| Japonia           | 4.                            | 3.                      | gospodarz                                          |
| Rosja             | brak udziału                  | 6.                      | mistrzynie Europy                                  |
| Tajlandia         | 6.                            | 16.                     | mistrzynie Azji                                    |
| Stany Zjednoczone | brak udziału                  | 2.                      | Mistrzynie Ameryki Północnej, Środkowej i Karaibów |
| Brazylia          | 2.                            | 1.                      | Mistrzynie Ameryki Południowej                     |
| Chiny             | brak udziału                  | 5.                      | dzika karta                                        |

## Tabela końcowa
| Lp. | Drużyna           | Pkt | Mecze | Mecze | Mecze | Sety | Sety | Sety  | Małe punkty | Małe punkty | Małe punkty |
| Lp. | Drużyna           | Pkt | M     | W     | P     | wyg. | prz. | ratio | zdob.       | str.        | ratio       |
| --- | ----------------- | --- | ----- | ----- | ----- | ---- | ---- | ----- | ----------- | ----------- | ----------- |
| 1   | Brazylia          | 15  | 5     | 5 (0) | 0 (0) | 15   | 2    | 7.500 | 421         | 342         | 1.231       |
| 2   | Stany Zjednoczone | 10  | 5     | 4 (2) | 1 (0) | 12   | 9    | 1.333 | 464         | 449         | 1.033       |
| 3   | Japonia           | 9   | 5     | 3 (0) | 2 (0) | 10   | 7    | 1.429 | 403         | 393         | 1.025       |
| 4   | Rosja             | 4   | 5     | 1 (0) | 4 (1) | 8    | 13   | 0.615 | 465         | 470         | 0.989       |
| 5   | Tajlandia         | 4   | 5     | 1 (0) | 4 (1) | 5    | 13   | 0.385 | 391         | 421         | 0.929       |
| 6   | Chiny             | 3   | 5     | 1 (0) | 4 (0) | 6    | 12   | 0.500 | 367         | 436         | 0.842       |

Źródło: 
Punktacja: 3:0 i 3:1 – 3 pkt; 3:2 – 2 pkt; 2:3 – 1 pkt; 1:3 i 0:3 – 0 pkt
Zasady ustalania kolejności: 1. liczba punktów; 2. liczba zwycięstw; 3. stosunek setów; 4. stosunek małych punktów; 5. bilans w bezpośrednich meczach
www.fivb.org

## Wyniki spotkań

### I runda - Nagoya
| Data  | Drużyna 1         | Wynik | Drużyna 2         | 1     | 2     | 3     | 4     | 5     | * |
| ----- | ----------------- | ----- | ----------------- | ----- | ----- | ----- | ----- | ----- | - |
| 13.11 | Dominikana        | 1:3   | Brazylia          | 20:25 | 15:25 | 25:22 | 19:25 |       |   |
| 13.11 | Stany Zjednoczone | 3:2   | Rosja             | 16:25 | 25:22 | 25:19 | 24:26 | 15:13 |   |
| 13.11 | Tajlandia         | 0:3   | Japonia           | 20:25 | 27:29 | 22:25 |       |       |   |
| 14.11 | Brazylia          | 3:0   | Tajlandia         | 25:18 | 25:17 | 25:17 |       |       |   |
| 14.11 | Rosja             | 3:1   | Dominikana        | 25:14 | 22:25 | 25:23 | 25:15 |       |   |
| 14.11 | Japonia           | 1:3   | Stany Zjednoczone | 19:25 | 19:25 | 25:19 | 21:25 |       |   |

### II runda - Tokio
| Data  | Drużyna 1         | Wynik | Drużyna 2         | 1     | 2     | 3     | 4     | 5     | * |
| ----- | ----------------- | ----- | ----------------- | ----- | ----- | ----- | ----- | ----- | - |
| 15.11 | Tajlandia         | 2:3   | Korea Południowa  | 18:25 | 19:25 | 25:16 | 25:14 | 11:15 |   |
| 15.11 | Włochy            | 3:0   | Brazylia          | 25:21 | 25:23 | 25:21 |       |       |   |
| 15.11 | Dominikana        | 3:1   | Japonia           | 24:26 | 25:22 | 25:16 | 25:18 |       |   |
| 16.11 | Stany Zjednoczone | 3:2   | Tajlandia         | 13:25 | 27:25 | 25:22 | 21:25 | 15:13 |   |
| 16.11 | Rosja             | 1:3   | Brazylia          | 25:18 | 25:22 | 22:25 | 19:25 |       |   |
| 16.11 | Japonia           | 3:0   | Dominikana        | 25:17 | 25:19 | 29:27 |       |       |   |
| 17.11 | Dominikana        | 1:3   | Stany Zjednoczone | 14:25 | 16:25 | 25:21 | 18:25 |       |   |
| 17.11 | Tajlandia         | 3:1   | Rosja             | 18:25 | 25:22 | 25:21 | 25:23 |       |   |
| 17.11 | Brazylia          | 3:0   | Japonia           | 29:27 | 25:14 | 25:18 |       |       |   |

## Klasyfikacja końcowa
| Miejsce | Reprezentacja     |
| ------- | ----------------- |
| złoto   | Brazylia          |
| srebro  | Stany Zjednoczone |
| brąz    | Japonia           |
| 4.      | Rosja             |
| 5.      | Tajlandia         |
| 6.      | Chiny             |

## Nagrody indywidualne
| MVP              | Najlepsza atakująca | Najlepsze środkowe                | Najlepsza rozgrywająca | Najlepsze przyjmujące       | Najlepsza libero |
| ---------------- | ------------------- | --------------------------------- | ---------------------- | --------------------------- | ---------------- |
| Fabiana Claudino | Gina Mambrú         | Pleumjit Thinkaow Julija Morozowa | Hitomi Nakamichi       | Onuma Sittirak Saori Sakoda | Arisa Satō       |